# Нидеротербах
Нидеротербах (њем. Niederotterbach) општина је у њемачкој савезној држави Рајна-Палатинат. Једно је од 74 општинска средишта округа Зидлихе Вајнштрасе. Према процјени из 2010. у општини је живјело 333 становника. Посједује регионалну шифру (AGS) 7337056.

## Географски и демографски подаци
Нидеротербах се налази у савезној држави Рајна-Палатинат у округу Зидлихе Вајнштрасе. Општина се налази на надморској висини од 151 метра. Површина општине износи 3,6 km². У самом мјесту је, према процјени из 2010. године, живјело 333 становника. Просјечна густина становништва износи 93 становника/km².